# Rakushisha
Rakushisha é um romance da escritora Adriana Lisboa, publicado em 2007.